# Wang Shengli
Wang Shengli (chiń. 王勝利; ur. 2 czerwca 1962) – chiński judoka. Olimpijczyk z Los Angeles, gdzie zajął dwudzieste miejsce w kategorii 65 kg.

## Letnie Igrzyska Olimpijskie 1984
| Konkurencja   | Walki                  | Klas. końcowa |
| Konkurencja   | 1/16                   | Miejsce       |
| ------------- | ---------------------- | ------------- |
| waga półlekka | James Rohleder (FRG) P | 20.           |